# NGC 2450
NGC 2450 је спирална галаксија у сазвежђу Близанци која се налази на NGC листи објеката дубоког неба.
Деклинација објекта је + 27° 1' 10" а ректасцензија 7h 47m 32,2s. Привидна величина (магнитуда) објекта NGC 2450 износи 14,7 а фотографска магнитуда 15,5. NGC 2450 је још познат и под ознакама MCG 5-19-8, CGCG 148-22, PGC 21807.